# Formula imprenditoriale
La Formula Imprenditoriale è un modello che semplifica la realtà, rappresenta il modo in cui l'azienda interagisce con il mondo esterno.

L'azienda può essere vista come una struttura, e come struttura si intende tutta l'azienda nelle sue parti hardware e software, che opera su due versanti: competitivo e sociale.

La struttura attraverso la combinazione di materie prime elabora il "Sistema di prodotto" (prodotti/servizi).

## Il sistema di prodotto
Rappresenta tutte le conoscenze che possiede l'azienda, ed è composto da: 
- elementi materiali, come le 4P del Marketing Mix (prezzo, pubblicità, posto e prodotto)
- elementi immateriali, come l'eleganza che ne caratterizzano lo status symbol

## Il sistema competitivo
Il sistema di prodotto viene innestato nel Sistema competitivo, il quale può essere paragonato ad un'arena nella quale oltre a trovarsi i concorrenti direttamente rivali, se ne trovano altri, tra i quali:
- i concorrenti potenziali entranti
- i concorrenti indiretti
- i fornitori
- gli acquirenti (intermediari e clienti)

## Il sistema sociale
Il sistema di prodotto si innesta anche nel Sistema sociale, in quanto deve raggiungere il consenso dei clienti, questo perché il prodotto deve essere acquistato dai i clienti, e questo prodotto deve essere in grado di soddisfare i bisogni che gli altri concorrenti non sono stati in grado di saper soddisfare con i loro prodotti; in questo caso entra in gioco la competitività aziendale, che caratterizza il successo di un'azienda.